# プロジェクト杉田玄白
プロジェクト杉田玄白（プロジェクトすぎたげんぱく）は、海外のさまざまな本や文書を日本語に翻訳してオンラインで公開するプロジェクト。主宰者は山形浩生で、2000年の時点で青空文庫の翻訳版とも評価されていた。2008年3月9日でテキストの追加は中断している。
ファイル形式はHTMLがメインで、一部にはTXTやPDFも用意されている。正式参加作品の他に、再利用に制限のある翻訳文書も協賛の形で並べられている。